# Mossatjärnen (Fjällsjö socken, Ångermanland)
Mossatjärnen är en sjö i Strömsunds kommun i Ångermanland och ingår i Ångermanälvens huvudavrinningsområde.